# District de Clisson
Le district de Clisson est une ancienne division territoriale française du département de la Loire-Atlantique de 1790 à 1795.
Il était composé des cantons de Clisson, Aigrefeuille, le Loroux, Monniére, Vallet, Vertou et Vieille Vigne.